# Cellach Cualann mac Gerthidi
Cellach Cualann mac Gerthidi (mort en 715) est le dernier Uí Máil roi de Leinster. Le surnom de Cellach fait référence à la lande de Cualu qui s'étend autour de Glendalough.
Le nom Uí Máil signifie « petits-fils de princes ». Cette dénomination et la possession de certains objets symboliques liés à la souveraineté du Leinster, suggèrent qu'ils ont été considérés comme les souverains légaux du Leinster, au moins par eux-mêmes. Alternativement, le nom des Uí Máil dérive peut-être du Glen of Imaal, dans l'ouest de l'actuel Comté de Wicklow, qui est le centre de leur domaine historique.
Le père de Cellach n'a pas été roi du Leinster, mais son cousin germain Fiannamail mac Máele Tuile (mort en 680) le fut. Cellach succède à ce dernier comme roi des Uí Máil, lorsque Fiannamail est assassiné par un serviteur nommé Fochsechán, probablement sur ordre  Fínnachta Fledach. Le royaume de Leinster passe ensuite aux Uí Dúnlainge en la personne de
Bran Mut mac Conaill qui meurt en 693, et qui est suivi comme roi par  Cellach.

## Règne
Immédiatement après la mort de Bran Mut, les sources mentionnent une bataille entre les Hommes de Leinster et leurs voisins occidentaux le royaume d'Osraige, mais Cellach n'est pas associé à cet événement. Cellach est par contre l'un des garants du Cáin Adomnáin (en) (Loi d'Adomnán) promulgué en 697 lors du Synode de Birr.
En 704 il combat contre ses voisins du nord les Uí Néill du Clan Cholmáin, conduit par Bodbchath mac Diarmata Déin, et ceux du  Síl nÁedo Sláine, menés par Fogartach mac Néill. La Bataille de Claenath, près de  Clane dans l'actuel  Comté de Kildare, est une victoire pour Cellach, avec la mort de Bodbchath et la fuite de Fogartach. En 707 l' Ard ri Erenn Uí Néill Congal Cendmagair mène campagne dans le Leinster et contraint Cellach à se soumettre à son autorité.
En 709, aidé par des alliés  britonniques sans doute des mercenaires membres des bandes de guerriers exilés des royaumes brittoniques submergés par l'expansionnisme de la Northumbrie il engage une bataille à « Serg » où ses fils Fiachra et Fiannamail sont tués. Serg reste un lieu non identifié que Whitley Stokes interprète  comme  "la bataille de la  Hunt". Les Annales de Tigernach localisent l'endroit  quelque part dans le fortuatha du Leinster, c'est-à-dire dans la partie de la province à l'est des montagnes de Wicklow. Le nom de ses adversaires  n'est de plus pas précisé. La mort de Cellach est relevée elle aussi sans commentaire dans les annales irlandaises.

## Unions et Postérité
La première épouse de Cellach, Failbe est issue des Uí Bairrche. leur fille Conchenn (morte en 743) épouse Murchad mac Bran Mut (mort en 727), le successeur de son père comme roi de Leinster lui-ême issu des Uí Dúnlainge. 
Sa  seconde épouse Mugain est également la mère de ses fils Fiachra et Fianamail tués en 709. 
La 3e ou 4e épouse de Cellach,  Bé Fáil (morte en 741), est la fille de l' Ard ri Erenn Sechnasach.Plusieurs de ses fils lui pré-décèdent. Ses autres filles contractent des unions prestigieuses: 
- Muirenn (morte en 748) est la mère de l'Ard ri Cináed mac Írgalaig et peut-être de son successeur  Flaithbertach mac Loingsig issu d'un second mariage.
- Derbforgaill, l'épouse Fínnachta Fledach, est sans doute aussi la fille de Cellach.
- Caintigern (Saint Kentigerna) est née de sa 4e épouse nommée également Caintigern, fille de Conaing Cuirre du Síl nÁedo Sláine.

Parmi les fils survivants de Cellach, Áed est tué en  719 près de  Fennor, dans le comté de Kildare, Crimthann meurt lors d'un combat, « à un âge immature » selon les  Annales d'Ulster en 726, et Eterscél en 727 en combattant contre Fáelán mac Murchado. Ses deux petits fils Cathal et Ailill sont tués en  744.